# Distrito electoral federal 3 de Morelos
El III Distrito Electoral Federal de Morelos es uno de los 300 distritos electorales en los que se encuentra dividido el territorio de México para la elección de diputados federales y uno de los 5 en los que se divide el estado de Morelos. Su cabecera es la ciudad de Cuautla.
El Tercer Distrito de Morelos se encuentra en la zona centro-sureste del territorio estatal. Desde el proceso de distritación de 2022 lo conforman 7 municipios,  que son los siguientes: Axochiapan, Ayala, Cuautla, Jantetelco, Jonacatepec de Leandro Valle, Tepalcingo y Temoac.

## Distritaciones anteriores

### Distritación 2017 - 2023
Desde el proceso de distritación de 2017 hasta el proceso de distritación de 2023, el Distrito III Federal estuvo formado por los municipios de Axochiapan, Ayala, Cuautla, Tepalcingo y Tlaltizapán.

### Distritación 2014 - 2017
Desde el proceso de distritación de 2014 hasta el proceso de distritación de 2017, el Distrito III Federal estuvo formado por los municipios de Cuautla, Tetela del Volcán, Ocuituco, Yecapixtla, Atlatlahucan, Tlalnepantla, Totolapan, Tlayacapan, Tepoztlán y Huitzilac.

## Diputados por el distrito
- LI Legislatura
  - (1979 - 1982): Gonzalo Pastrana Castro
- LII Legislatura
  - (1982 - 1988): Lorenzo García Solís
- LIV Legislatura
  - (1988 - 1991): Carlos Enrique Sánchez Mendoza
- LV Legislatura
  - (1991 - 1994): Tomás Osorio Avilés
- LVI Legislatura
  - (1994 - 1997): Juan Salgado Brito
- LVII Legislatura
  - (1997 - 2000): Gerardo Ramírez Vidal
- LVIII Legislatura
  - (2000 - 2003): Maricela Sánchez Cortés
- LIX Legislatura
  - (2003 - 2006): Rodolfo Esquivel Landa
- LX Legislatura
  - (2006 - 2009): Rafael Franco Melgarejo
- LXI Legislatura
  - (2009 - 2012): Luis Félix Rodríguez Sosa
- LXII Legislatura
  - (2012 - 2015): Francisco Rodríguez Montero
- LXIII Legislatura
  - (2015 - 2018): Lucía Meza Guzmán
- LXIV Legislatura
  - (2018 - 2021): Juanita Guerra Mena
- LXV Legislatura
  - (2021 - 2024): Juanita Guerra Mena
- LXV Legislatura
  - (2024 - 2027): Cindy Winkler Trujillo